# Findus

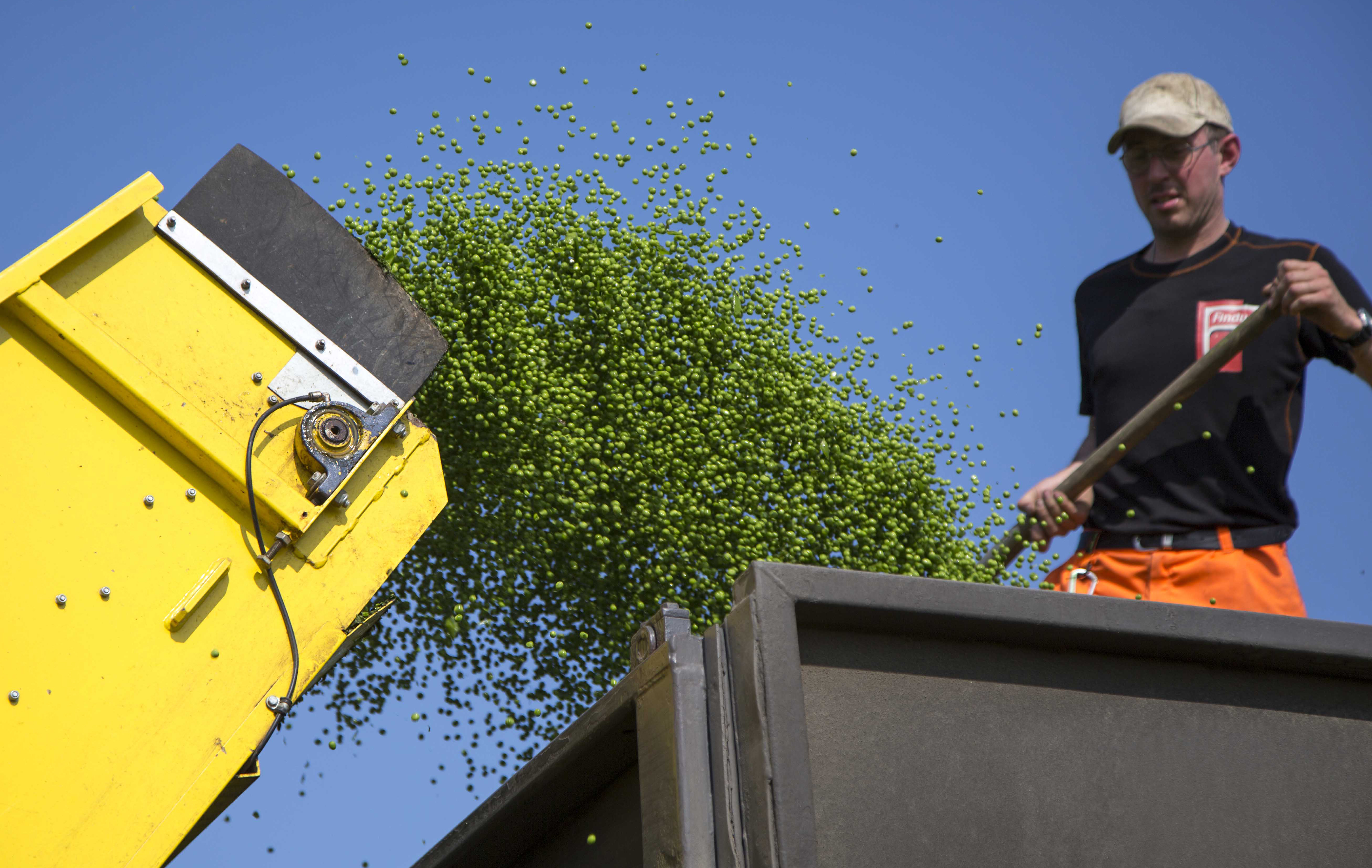
Findus ärtskörd i Svedala 2013.

Findus är ett varumärke för livsmedel och tidigare ett internationellt livsmedelsföretag med ursprung i Sverige. Den största delen av försäljningen utgörs av grönsaker, i synnerhet ärtor, djupfrysta färdigrätter, fisk, och wokgrönsaker. I sortimentet ingår även majonnäs, soppor och pastasås.
Företaget började sin internationella expansion som en del av Marabou under 1950-talet och expanderade till fler västeuropeiska marknader som en del av Nestlé. Som en del av olika uppgörelser och avyttringar har olika delar av Findus periodvis haft olika ägare. Nestlé sålde huvuddelen av Findus år 2000. Nomad Foods Europe, ett dotterbolag till Nomad Foods, köpte huvuddelen av Findus i november 2015.
Findus finns 2023 i bland andra Sverige, Norge, Danmark, Finland, Frankrike, Italien, Spanien och Schweiz. Ofta används även namnet för Nomad Foods lokala dotterbolag, såsom Findus Sverige. Findus har även historiskt funnits i bland andra Storbritannien och Tyskland.

## Historia
År 1903 grundade Karl-Axel Thulin Skånska Frukt-vin- & Likörfabriken i Bjuv. Marabou köpte 1941 bolaget. Företaget fick namnet Findus (en sammanslagning av FruktINDUStri). 1932 hade Henning Throne Holst blivit VD för Marabou och 1934 rekryterades Lars Anderfelt som platschef och han blev 1937 företagets vice VD. Anderfelt var drivande i utvecklingen av Findus till ett internationellt företag inom djupfrysta varor. 
Findus var ett tillväxtföretag med affärsidén att testa nya idéer från Nordamerika på den svenska marknaden. Bolaget började redan under andra världskriget att sälja torkade grönsaker, men den produkten försvann då kristiden var över. Därefter kom marmelad, skärbönor, gurksallad, geléer, hjortronsylt med mera på burk. Även djupfryst mat lanserades 1945. 
Laboratoriechefen vid Findus Max Malm betraktas som svensk pionjär för djupfryst, men tekniken hade då funnits i femton år i USA där livsmedelshandeln revolutionerats. Findus fortsatte produktutvecklingen med barnmat på burk och burksoppa 1948. Året därpå tillkom djupfryst fisk och barnvälling. Redan 1950 fanns djupfryst att köpa i 1 500 butiker.    
I samarbete med Marabous norska systerföretag Freia etablerades under 1950-talet en fabrik i Hammerfest. För den danska marknaden hade Findus etablerat ett samarbete med danska företaget Jalco med fabrik i Frederikshavn. År 1961 köpte Marabou och Freia Jalco och integrerade företaget i Findus.
År 1958 bildades ett brittiskt dotterbolag, Findus Ltd. De etablerade en fabrik i Grimsby som inledde produktionen i april 1960.

### Nestlé
År 1962 köpte schweiziska livsmedelsjätten Nestlé företaget och bildade Findus International S.A. Marabou hade kvar 20 procent av aktierna. I överenskommelsen ingick att Findus internationella expansion bara skulle gälla djupfrysta produkter. Findus sålde även konserver, barnmat och andra produkter i Sverige.
Efter att inledningsvis ha exporterat mat från Sverige till den Europeiska ekonomiska gemenskapen började man kort efter Nestlés övertagande bygga fabriker i EEG-området. Efter ett par år hade man byggt anläggningar i Groß Reken i Tyskland, i Cisterna di Latina i Italien och en enklare anläggning utanför Paris.
I mars 1969 meddelade Marabou att de skulle sälja innehavet i Findus.
I november 1969 meddelade Nestlé och konkurrenten Unilever att deras verksamheter inom djupfryst skulle slås ihop i Tyskland, Österrike och Italien. Unilever fick 75 procent av den sammanslagna verksamheten, Nestlé återstående 25 procent. För de tyska och österrikiska marknaderna satsade man på Unilevers märke Iglo, vilket innebar att Findus försvann därifrån. I Italien behölls namnet Findus. På 1980-talet sålde Nestlé sin minoritetspost, vilket ledde till att Findus i Italien kom att få en annan ägare än övriga verksamheter som använde namnet.

### Riskkapitalägt
År 2000 blev riskkapitalbolaget EQT ägare.
År 2000 genomfördes även en affär med Norway Seafoods som innebar att Findus tog över Frionor och Norway Seafoods fabriker i Thailand och Trondheim. Samtidigt sålde Findus sina fabriker i Hammerfest och på Bornholm (Nordfilet) till Norway Seafoods.
År 2006 såldes Finduskoncernen till det brittiska riskkapitalbolaget FoodVest Ltd. Dessa ägde även Young's BlueCrest Seafood Ltd. År 2008 flyttades Findus svenska huvudkontor från Malmö tillbaka till Bjuv, och samma år köptes hela Foodvestkoncernen, inklusive Findus, av den London-baserade privatägda riskkapitalbolaget Lion Capital. Koncernen bytte under 2009 namn till Findus Group.
Fabriken utanför Bangkok som övertogs från Frionor/Norway Seafood fortsatte förädla fisk för Findus. Det gällde även fisk som fångats i Norge eller Skottland som fraktades till Thailand för att förädlas och sedan fraktades tillbaka för försäljning i Europa. Efter att detta uppmärksammats av TV4 meddelade Findus år 2011 att huvuddelen av produktionen skulle flyttas till Polen.

### Nomad Foods
I november 2015 köptes Findus Group av Nomad Foods Europe, ett dotterbolag till det Brittiska Jungfruöarna-baserade riskkapitalbolaget Nomad Foods Ltd. Findus Group hade vid övertagandet fabriker i Boulogne-sur-Mer (Frankrike), Valladolid (Spanien), Bjuv, Loftahammar (båda Sverige), Tønsberg och Larvik (båda Norge). Nomad Foods hade tidigare köpt Iglo Group, där Unilevers tidigare djupfrystföretag ingick.
År 2017 upphörde det mesta av produktionen i Bjuv där Findus hade grundats.
När Nestlé år 2000 sålde Findus hade man valt att behålla dess schweiziska verksamhet. I januari 2021 köpte Nomad Foods även denna.

## I olika länder

### Sverige
Findus grundades i Bjuv i Sverige och där fanns även företagets första fabrik. År 1948 öppnades en fiskfabrik i Karlskrona.
Senare öppnade Findus även en fabrik i Helsingborg. I mars 2001 meddelades att Findus tillverkning i Helsingborg skulle upphöra och flyttas till Bjuv och Longbenton.
År 1973 köpte Findus Wienerbagarn Djupfryst AB i Loftahammar. Fabriken hade grundats 1966 och tillverkar djupfrysta bageriprodukter.
31 mars 2016 varslade Findus 450 anställda i Bjuv. 27 februari 2017 flyttades huvudkontoret till Malmö. 31 mars 2017 stängdes fabriken i Bjuv. Findus bageriverksamhet i Loftahammar var då inte hotad av nedläggning.
Mycket av den produktion som fanns i Bjuv flyttades till Reken, men även till Valladolid och Cisterna. Produktionen av Findus ärtor och djupfrysta grönsaksblandningar flyttade sommaren 2017 till Toppfrys i Brålanda. Året därpå trädde Findus AB in som delägare i Toppfrys.

### Norge
År 1951 etablerade Marabou-Findus en fabrik i Hammerfest tillsammans med Marabous norska systerföretag Freia.
Den 8 augusti 1972 öppnades en fabrik i Larvik. Fabriken i Hammerfest såldes till Norway Seafoods år 2000.
År 2006 köpte Findus Norge samtliga aktier GRO Industrier, inklusive dess anläggning i Tønsberg.

### Danmark
Findus verksamhet i Danmark utfördes under 1950-talet av det fristående företaget Jalco, som tillverkade för Findus för export. Företaget Jalco hade då funnits i flera decennier, men flyttade 1958 till en ny fabrik i Fredrikshavn. År 1961 köpte Marabou och Freia Jalco. När Nestlé köpte Findus år 1962 fördes den danska verksamheten över till dess danska dotterbolag Nestlé Nordisk A/S. Fabriken i Frederikshavn såldes 1989.
År 1963 köpte Findus även fabriken Nordfilet, som låg i Nexø på Bornholm. Nordfilet såldes i samband med Frionor/Norway Seafoods-affären år 2000. Den nya ägaren lade slutligen ner Nordfilets fabrik år 2004.

### Storbritannien
Findus etablerade sig i Storbritannien på 1950-talet när det fortfarande var en del av Marabou. Den första fabriken i Grimsby öppnade i april 1960.
Över tid öppnades nya fabriker i och runt Grimsby. På 1970-talet hade man som mest 5000 anställda i det området, men därefter började Findus dra ner i Grimsbyområdet.
I maj 1983 öppnades en ny fabrik i Longbenton, Tyneside, England. Kort därefter lade man ner en fabrik i Cleethorpes nära Grimsby. År 1991 meddelades att Findus sista kvarvarande fabrik i Grimsby skulle läggas ner.
2009 totalförstördes företagets fabrik i Longbenton i en brand.
I samband med att Findus hamnade under holdingbolaget FoodVest hamnade man även i samma företag som Young's Seafood, som främst varit en konkurrent på den brittiska marknaden.
Findus brittiska verksamhet ingick inledningsvis inte när Nomad Foods köpte resten av Findus Group år 2015, utan var fortsatt ägt av Lion Capital tillsammans med Young's Seafood. Kort därefter meddelades det att varumärket Young's Seafood skulle ersätta namnet Findus i Storbritannien.

### Spanien
När Nestlé sålde Findus år 2000 bestod dess spanska verksamhet av företaget Alimentos Congelados SA med 500 anställda fördelade på ett huvudkontor och två fabriker i Marcilla y Peralta (Navarra) samt fabriker i Olmedo, Valladolid och Villafranco del Guadiana, Badajoz. Fabriken i Olmedo såldes år 2003 till Iberfresco Fresh Product Company.
År 2005 sålde Findus sin spanska verksamhet, inklusive fabriker i Marcilla och Badajoz till belgiska Ardo som även fick rätt att marknadsföra Findus varumärke i Spanien och Portugal.
År 2011 återtog Findus ansvaret för dess varumärke och produkter i Spanien och Portugal, men överlät produktionen till Ardo och Bonduelle.
I januari 2015 sålde Nestlé varumärket La Cocinera och dess fabrik i spanska Valladolid till Findus.

### Tyskland
Findus expanderade in i Tyskland som ett resultat av Nestlés övertagande. En fabrik i Reken öppnades 1963 av Findus-Jopa, som var Findus tyska verksamhet. Fabriken såldes till Langnese-Iglo år 1970 som ett resultat av överenskommelsen med Unilever, vilket också innebar att Findus försvann från den tyska marknaden.
Efter att Nestlé sålt sin minoritetsandel i tyska Iglo till Unilever år 1985 var företaget fortfarande bundet av en överenskommelse om att inte konkurrera med Unilever om djupfryst mat fram till 1989. År 1990, när denna överenskommelse löpt ut, valde Nestlé att återlansera namnet Findus i Tyskland, främst för produktlinjen Lean Cuisine. År 1995 valde dock Nestlé att återigen låta namnet Findus försvinna från den tyska marknaden och istället använda varumärket Maggi för fryst mat i Tyskland. Nestlé lyckades trots detta inte uppnå försäljningsmålen och lämnade därför den tyska marknaden för djupfryst mat år 1999.

## Uppmärksammande händelser

### Fiskdöd 2012
År 2012 polisanmäldes Findus efter en omfattande fiskdöd i Vegeån, orsakad av utsläpp av syreförbrukande rester från ärtskörden på företagets anläggning i Bjuv. Kort efter den första incidenten upptäcktes en ny omfattande fiskdöd som drabbade öringbeståndet i närbelägna Boserupsbäcken i Bjuv då det visade sig att Findus försökt dölja det inträffade genom att rensa bort fiskarna. Även den händelsen är polisanmäld. Utsläppet visade sig bero på dålig reningseffekt i reningsanläggningen. Findus dömdes till att böta 1,1 miljoner kronor. Findus accepterade utfallet och beklagade det inträffade. Därefter investerade Findus 13 miljoner kronor i reningsanläggningen. Åklagaren ansåg då att villkoret för verksamheten var uppfyllt.

### Odeklarerat hästkött 2013
Den 4 februari 2013 drog Findus Sverige tillbaka sina köttlasagner från lagren då test i Storbritannien visat att 11 av 18 lasagner levererade av Comigel i Luxemburg innehöll 60 – 100% hästkött i stället för nötkött som angivits i innehållsdeklarationen. I samband med det utfördes tester bland många företag i Europa som importerar och säljer kött, och odeklarerat hästkött upptäcktes då hos andra köttimportörer, bland annat hos Dafgårds i Sverige.